# هورتکه
هورتکه، روستایی از توابع بخش مرکزی شهرستان کرمانشاه در استان کرمانشاه ایران است. هور بمعنای خورشید و تکه بمعنی تکیه گاه است. هورتکه یعنی تکیه گاه خورشید و وجه تسمیه آن هنگام طلوع آفتاب است که خورشید بر تارک کوه سیاه(برده رشه) که در مجاورت روستا قرار دارد بگونه ای طلوع میکند که گویی بر آن تکیه زده است

## جمعیت
این روستا در دهستان پشت دربند قرار دارد و براساس سرشماری مرکز آمار ایران در سال ۱۳۸۵، جمعیت آن ۲۳۹ نفر (۵۵خانوار) بوده‌است.